# Браун Тауншип (округ Лайкомінг, Пенсільванія)
Браун Тауншип (англ. Brown Township) — селище (англ. township) в США, в окрузі Лайкомінг штату Пенсільванія. Населення — 93 особи (2020).

## Демографія
Згідно з переписом 2010 року, у селищі мешкало 96 осіб у 48 домогосподарствах у складі 30 родин. Було 400 помешкань
Расовий склад населення:
| - 99,0 % — білих - 1,0 % — корінних американців |

До двох чи більше рас належало 0,0 %. Частка іспаномовних становила 1,0 % від усіх жителів.
За віковим діапазоном населення розподілялося таким чином: 6,2 % — особи молодші 18 років, 60,5 % — особи у віці 18—64 років, 33,3 % — особи у віці 65 років та старші. Медіана віку мешканця становила 58,5 року. На 100 осіб жіночої статі у селищі припадало 146,2 чоловіків;  на 100 жінок у віці від 18 років та старших — 143,2 чоловіків також старших 18 років.
Середній дохід на одне домашнє господарство  становив 72 294 долари США (медіана — 65 833), а середній дохід на одну сім'ю — 89 377 доларів (медіана — 66 389). 
Цивільне працевлаштоване населення становило 54 особи. Основні галузі зайнятості: мистецтво, розваги та відпочинок — 16,7 %, роздрібна торгівля — 14,8 %, науковці, спеціалісти, менеджери — 14,8 %.